# Michela Ponza

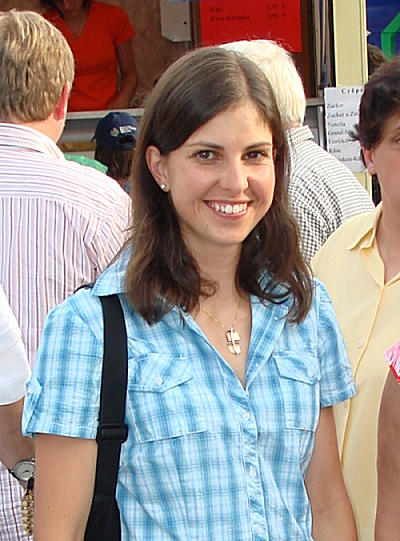
Michela Ponza

Michela Ponza, född 12 februari 1979 i Bolzano, Italien, är en italiensk skidskytt. Hon är idrottssoldat vid Guardia di Finanza och arbetar heltid som skidskytt.